# إديسون باريوس
إديسون باريوس (بالإسبانية: Edison Barrios)‏ هو لاعب كرة قاعدة فنزويلي، ولد في 11 أكتوبر 1988.

## وصلات خارجية
- إديسون باريوس على موقع الدوري الياباني لكرة القاعدة (الإنجليزية)
- إديسون باريوس على موقعبيزبول رفرنس.كوم (الدوري الثانوي) (الإنجليزية)